# Torneio Início do Paraná de 1955
O Torneio Início do Paraná de 1955 foi a 39.ª edição desta competição futebolística organizada pela Federação Paranaense de Futebol (FPF), antecedendo o campeonato estadual daquele ano.

## Formato e participantes
O Torneio Início do Paraná era disputado em jogos de 20 minutos, dez para cada tempo, com exceção da final que era disputada por 60 minutos, trinta para cada tempo. Nesta edição, as equipes se enfrentariam até avançar à final, sendo todos os jogos disputados no estádio Durival Britto e Silva. No caso do vencedor do primeiro jogo, entre Morgenau e Caramuru, teria que enfrentar o Guarani de Ponta Grossa para então começar a jornada até à final. Abaixo, as onze equipes participantes:
| Equipe              | Cidade       | Títulos                                                          |
| ------------------- | ------------ | ---------------------------------------------------------------- |
| Água Verde          | Curitiba     | 2 (1949 e 1953)                                                  |
| Atlético Paranaense | Curitiba     | 2 (1936 e 1947)                                                  |
| Bloco Morgenau      | Curitiba     | —                                                                |
| Britânia            | Curitiba     | 5 (1919, 1923, 1926, 1928 e 1933)                                |
| Monte Alegre        | Tibagi       | —                                                                |
| Caramuru            | Castro       | —                                                                |
| Coritiba            | Curitiba     | 10 (1917, 1920, 1921, 1930, 1932, 1939, 1941, 1942, 1951 e 1952) |
| Ferroviário-PR      | Curitiba     | 6 (1934, 1937, 1938, 1943, 1950 e 1954)                          |
| Guarani-PR          | Ponta Grossa | —                                                                |
| Operário-PR         | Ponta Grossa | 1 (1927)                                                         |
| Palestra Itália-PR  | Curitiba     | 3 (1925, 1929, 1931)                                             |

## Classificação

### Jogos

#### Primeira etapa (16 de abril)
Devido ao mau tempo naquele dia, pouca gente compareceu ao estádio, além de que os jogos, de um modo geral, não convenceu a torcida presente.
Bloco Morgenau x Caramuru
Esse jogo marcou a estreia do Leão do Iapó em competições profissionais da FPF, e a etapa inaugural do torneio. O jogo foi apitado por Jacó Jacomel. Terminou em 1–1, com o primeiro gol de Maluf aos 4 minutos. O empate do Bloco foi aos 5 minutos do segundo tempo, com Tiquinho. Pela disputa por pênaltis, Herminio converteu cinco para o Caramuru, enquanto Juca perdeu na primeira cobrança.
- 1.° jogo: Morgenau 1 x 1 Caramuru (pen: 0–5)

Britânia x Palestra Itália
Britânia e Palestra se enfrentaram logo em seguida, jogo apitado por Alipio Pinheiro. Proporcionando um jogo descrito como interessante e movimentado, o Britânia saiu como vencedor por 1–0, com gol de Aureo aos 11 minutos do primeiro tempo. Aos 5 minutos do segundo tempo, o zagueiro Pontes, do Palestra, foi expulso por ofensas ao juíz.
- 2.° jogo: Britânia 1 x 0 Palestra Itália

Ferroviário x Água Verde
O terceiro jogo foi entre Ferroviário e Água Verde, jogo apitado por Carlos Gomes do Prado. Mesmo com o Água Verde jogando melhor, não conseguir ultrapassar o goleiro colorado Ferraz. Na disputa por pênaltis, China convertou cinco para o Ferroviário enquanto Gorgó apenas quatro, com uma defesa de Ferraz, assim terminando o jogo.
- 3.° jogo: Ferroviário 0 x 0 Água Verde (pen: 5–4)

Coritiba x Monte Alegre
O quarto jogo entre Coritiba e Monte Alegre foi descrito como um "jogo das melhores", com o elenco do Monte Alegre sendo elogiado por ser um dos mais perfeitos que se apresentaram. O primeiro gol foi marcado aos 60 segundos, feito pelo alvinegro Orlando. O Coritiba empatou aos 3 minutos do segundo tempo. Na disputa por pênaltis, Bequinha converteu quatro e para o Pantera, Isaac converteu três e chutou para fora, enquanto o de Orlando foi defendido pelo goleiro Hamilton. O jogo foi apitado por Alfredo Cresto, que teve fraca atuação.
- 4.° jogo: Coritiba 1 x 1 Monte Alegre (pen: 4–3)

Operário x Atlético
O quinto jogo foi entre Operário e Atlético, apitado por Reinaldo Filizoia com um bom trabalho. O Operário começou na frente no placar no primeiro tempo com um gol contra de Ferramenta aos 60 segundos, mas o Atlético, mesmo jogando com seu time de suplentes, empatou com Baldo aos 3 minutos. Aos 2 minutos do segundo tempo, o Atlético virou com Delfino e avançou de fase.
- 5.° jogo: Operário 1 x 2 Atlético-PR

Guarani x Caramuru
O Caramuru voltou a jogar pelo sexto jogo contra o Guarani. Jogando um futebol superior ao do Bugre, abriu o placar com Pedrinho aos 3 minutos do primeiro tempo e ampliou com Maluf aos 9 minutos do segundo tempo, assim terminando em 2–0 e o Leão avançando. O jogo foi apitado por Waldemar Cresto, com uma fraca atuação.
- 6.° jogo: Guarani 0 x 2 Caramuru

#### Segunda etapa (17 de abril)
Britânia x Ferroviário
O sétimo jogo foi entre Britânia e Ferroviário. Britânia foi a decepção do jogo, principalmente no aspecto disciplinar, com quatro jogadores sendo expulsos. Primeiro Nico aos 8 minutos por prática de jogo violento, e depois aos 11 minutos, Itazir, Jorge e Irone, por reclamações e ofensas aos árbitros Argeu Saraiva Valério, Aureo e Chocolate.
Sobre os gols, o Ferrão quase ampliou aos 2 minutos do segundo tempo com um pênalti cobrado por China, defendido pelo goleiro Mantovani. Isso não impediu que aos 4 minutos, Casnock abrisse o placar e eliminasse o Britânia, avançando à final.
- 7.° jogo: Britânia 0 x 1 Ferroviário

Coritiba x Atlético
O oitavo jogo foi um clássico Atletiba, apitado por Moacir Lanzone. Foi descrito como bem movimentado, com o Atlético iniciando de forma mais agressiva, embora o Coritiba também tenha tido boa presença, assim terminando o tempo regulamentar em 0–0.
Na disputa por pênaltis, Bequinha converteu três, acertou um na trave e o outro foi defendido pelo goleiro rubro-negro Silas. Do lado do Atlético, Juve converteu quatro, acertou um na trave e outro foi defendido por Hamilton, embora este último foi impugnado pelo árbitro já que o goleiro se movimentou antes da cobrança. Com isso, o Atlético avançou à decisão.
- 8.° jogo: Coritiba 0 x 0 Atlético-PR (pen: 3–4)

Caramuru x Ferroviário
O nono jogo foi entre Caramuru e Ferroviário, apitado por José Ribas de Oliveira, com boa atuação. Vindo como a surpresa do campeonato, jogou igualmente com o Ferrão, mesmo este saindo-se melhor no início. O time castrense reagiu e fez boas jogadas, terminando em 0–0. Na disputa por pênaltis, China converteu quatro para o Ferrão, e do lado do Leão, Hermínio converteu um, um foi defendido pelo goleiro e outro foi chutado para fora, eliminando o Caramuru.
- 9.° jogo: Caramuru 0 x 0 Ferroviário (pen: 1–4)

Atlético x Ferroviário (final)
A decisão, o décimo jogo, foi um clássico CAP-CAF. Enquanto o Ferrão manteve sua formação mista, o Atlético reforçou seu elenco com alguns jogadores. O primeiro tempo começou empatado sem gols mas aos cinco minutos do segundo tempo, o jogador colorado Dalagassa marcou o primeiro gol, do meio de campo, após um "frango" do goleiro Silas.
O Atlético passou a reagir com toda força o que fez o goleiro Ferraz "fazer milagres" junto dos companheiros de defesa. O gol de empate veio apenas aos 21 minutos, quando Baldo em uma jogada de Sanford, centrando da linha de fundo chutou e empatou o placar para o Atlético, assim levando o jogo aos pênaltis.
Na disputa por pênaltis, Sanford não desperdiçou as oportunidades, enquanto o jogador China chutou um na trave e outra foi defendida por Silas, terminando em 4–3 as penalidades e garantindo o tricampeonato atleticano.
- 10.° jogo: Atlético-PR 1 x 1 Ferroviário (pen: 4–3)